# Гашуннур
Гашуннур (на китайски: 居延海; на пинин: Gāshùn nuò'ěr; на монголски: Гашуун Нуур) е безотточно солено езеро в Северен Китай, в автономния регион Вътрешна Монголия. Площта му с течение на времето намалява от 267 до 38 km².
Езерото Гашуннур е разположено в крайната западна част на автономния регион Вътрешна Монголия, в северната периферия на пустинята Алашан, на 818 m н.в., на около 20 km на юг от границата с Монголия. Също като съседното езеро Согонур, отделено от него чрез вериги от дюни и бархани, се подхранва от водите на река Жошуй (Едзингол). Дълбочината и площта на двете езера са подложени на значителни колебания в зависимост от направлението на оттока на река Жошуй, която периодично се влива ту в едното, ту в другото езеро чрез двата си ръкава Морингол (в езерото Гашунур) и Ихгол (в езерото Согонур). Площта на Гашуннур постепенно намалява поради засушаването на климата в региона и намаляването на притока на вода от 267 km² (през 1958 г.), 213 km² (през 1961 г.) до 38 km² (през 2012 г.).